# Christian Callejas
Christian Fabián Callejas Rodríguez (ur. 17 maja 1978 w Montevideo) – urugwajski piłkarz występujący na pozycji pomocnika. Zawodnik klubu Durazno.

## Kariera klubowa
Callejas zawodową karierę rozpoczynał w 1996 roku w zespole Danubio. Jego barwy reprezentował przez 7 sezonów. W 2003 roku odszedł do Féniksu, w którym spędził 2 sezony. W 2005 roku przeszedł z kolei do Paysandu, gdzie grał przez cały sezon 2005.
Na początku 2006 roku Callejas trafił do szwajcarskiego AC Lugano z Challenge League. Przez pół roku rozegrał tam 12 spotkań. W połowie 2006 roku wrócił do Urugwaju, gdzie został graczem klubu Racing Montevideo. Po roku spędzonym w tym klubie, przeszedł do paragwajskiej Olimpii Asunción. Grał w niej do końca sezonu 2007.
W 2008 roku podpisał kontrakt z maltańskim zespołem Hibernians. W 2009 roku zdobył z nim mistrzostwo Malty. W 2010 roku odszedł do urugwajskiego Durazno.

## Kariera reprezentacyjna
W reprezentacji Urugwaju Callejas zadebiutował 15 grudnia 1997 roku w wygranym 2:1 meczu Pucharu Konfederacji z Czechami (2:1). Na tamtym Pucharze zagrał jeszcze w pojedynkach z RPA (4:3) oraz ponownie z Czechami (0:1). W spotkaniu z RPA strzelił także gola, który był jednocześnie jego jedynym w drużynie narodowej. Tamten turniej Urugwaj zakończył na 4. miejscu.
W 1999 roku Callejas znalazł się w zespole na Copa América. Na tym turnieju, zakończonym przez Urugwaj na 2. miejscu, wystąpił w meczach z Kolumbią (0:1), Ekwadorem (2:1), Chile (1:1, 5:3 w rzutach karnych) i Brazylią (0:3).
W 2001 roku ponownie wziął udział w Copa América. Podczas tamtego turnieju, zakończonego przez Urugwaj na 4. miejscu, zagrał w pojedynkach z Boliwią (1:0), Kostaryką (1:1), ponownie z Kostaryką (2:1) i z Meksykiem (1:2).
W latach 1997–2001 w drużynie narodowej Callejas rozegrał w sumie 14 spotkań i zdobył 1 bramkę.